# 莲花洞石窟造像
莲花洞石窟造像，位于山东省济南市长清区五峰乡石窝村，是中华人民共和国山东省文物保护单位之一。
1992年6月12日，授予山东省文物保护单位，是一座石窟寺及石刻。